# Airaphilus natavidadei
Airaphilus natavidadei es una especie de coleóptero de la familia Silvanidae.

## Distribución geográfica
Habita en Portugal.